# Contea di Harrison (Indiana)
La contea di Harrison (in inglese Harrison County) è una contea dello Stato dell'Indiana, negli Stati Uniti. La popolazione al censimento del 2010 era di 39 364 abitanti. Il capoluogo di contea è Corydon.
Comuni presenti
- Mauckport